# Provincia Tanganyika
Provincia Tanganyika este o unitate administrativă de gradul I, una dintre cele 25 noi provincii ale Republicii Democratice Congo, create prin reîmpărțirea din 2015.
Provincia Tanganyika se găsește pe malul vestic al lacului omonim, Tanganyika. 
Reședința sa este orașul Kalemie.